# Couëron
Couëron település Franciaországban, Loire-Atlantique megyében. Lakosainak száma 23 541 fő (2022. január 1.). Couëron Sautron, Indre, Le Pellerin, Saint-Étienne-de-Montluc, Saint-Herblain és Saint-Jean-de-Boiseau községekkel határos.

## Népesség
A település népességének változása:
| Lakosok száma | 12 380 | 14 113 | 16 319 | 18 657 | 20 084 | 20 573 | 21 372 | 22 309 | 22 680 | 23 541 |
|               | 1968   | 1982   | 1990   | 2006   | 2013   | 2015   | 2017   | 2019   | 2020   | 2022   |